# Asger Leth
Asger Leth (1970) è un regista danese.
Figlio del celebre regista Jørgen Leth, è fratello di Kristian e Karoline Leth.

## Biografia

### Ghosts of Cité Soleil
Nel 2006 approda nel mondo del piccolo schermo realizzando il documentario Ghosts of Cité Soleil, dove si occupa di regia e sceneggiatura, nonché della direzione della fotografia.
Per il film, Leth viene insignito del DGA Award come miglior regista di documentari.

### L'annullamento diCartel
Nel 2009 arrivò il suo primo potenziale progetto per il suo lancio nel mondo del cinema: Universal Studios lo contattò per dirigere Cartel, un film di mafia scritto da Peter Craig (ed in seguito da Hillary Seitz) ed incentrato sul mondo del narcotraffico messicano, ma il progetto non riuscì mai a decollare definitivamente e fu poi annullato dopo un anno di sviluppo a causa della crisi finanziaria sorbita dopo il fallimento al botteghino di diversi film da alcuni mesi a quella parte.
Nella prima parte del 2010 il progetto si avviò concretamente, con Brian Grazer produttore, e Robert e Webster Stone delegati esecutivi. Il voler scritturare Sean Penn ritardò l'avvio delle riprese, e al suo posto fu confermato Josh Brolin, accanto a Mike Sharpe Diego Luna e Catalina Sandino Moreno. Il 7 aprile 2010 Universal e Imagine annunciarono la sospensione della preproduzione avanzata e l'annullamento della produzione per motivi di bilancio, a cinque settimane di distanza dalla data fissata per l'inizio delle riprese.

### 40 carati
Nel 2011 Leth dirige Sam Worthington, Elizabeth Banks, Ed Harris e Jamie Bell nel thriller 40 carati, pellicola che vede un ex agente di polizia cercare di discolparsi da un furto salendo sul cornicione di un grattacielo. La data di uscita del film viene fissata da Summit Entertainment al 13 gennaio 2012.

## Riconoscimenti
Per la realizzazione del documentario Ghosts of Cité Soleil viene candidatura all'edizione 2008 dei premi DGA promossi dalla Directors Guild of America, dove ottiene il premio per la categoria Outstanding Directorial Achievement in Documentary ("Miglior regista documentaristico").

## Filmografia
- Ghosts of Cité Soleil (2006)
- Olympia (2011)
- 40 carati (Man on a Ledge) (2012)